# François Janssens (syndicalist)
François Janssens (Ukkel, 5 december 1943 - Brussel, 27 juni 1995) was een Belgisch syndicalist en Waals militant. 

## Levensloop
Hij studeerde af als doctor in de rechten aan  de Université libre de Bruxelles. Op verzoek van Georges Debunne werd hij juridisch raadgever op de studiedienst van  het socialistische vakbond Algemeen Belgisch Vakverbond  (ABVV) van 1968 tot 1972. Hij volgde er de dossiers arbeidsrecht, werkloosheid, immigratie. Vervolgens werd hij aangesteld als nationaal secretaris bij de bediendencentrale BBTK,  om er van 1977 tot 1989  voorzitter te worden. Vervolgens werd hij voorzitter van het ABVV, de eerste Waal om deze functie te bekleden.
Eind 1961 wordt hij lid van de Waalse Volksbeweging (MPW), die na de algemene staking van 1960-1961 was opgericht. Hij verzet zich er tegen de wetsontwerpen van de regering Lefèvre-Spaak (1961-1965) m.b.t.  de ordehandhaving en steunt Fernand Massart bij diens vertrek uit de Parti socialiste belge nadat de partij geweigerd had het Waals petitionnement in overweging te nemen. Hij nam ook het woord op het congres van het Centraal Comité van de Waalse Actie in Namen in maart 1963. Niettegenstaande de onverenigbaarheid tussen het lidmaatschap van het MPW en van de Belgische Socialistische Partij, bleef hij lid van het MPW. Hij was federaal voorzitter van de Jeunes Wallons, de jongerenorganisatie van het MPW.